# Menhir de Gourdon
Le menhir de Gourdon, appelé aussi menhir de Ludesse ou la Pierre Piquée (Fichée) ou la Pierre des Fées (du Territoire), est situé à Montaigut-le-Blanc dans le département du Puy-de-Dôme.

## Description
C'est un menhir de petite taille (1,62 m de hauteur) en granite porphyroïde d'origine locale. Sa section est de forme triangulaire et son sommet arrondi. Il sert de limite communale sur le chemin menant de Chaynat à Gourdon.